# Pseudacraea peyrierasi
Pseudacraea peyrierasi is een vlinder uit de familie van de Nymphalidae. De wetenschappelijke naam van de soort is voor het eerst voorgesteld door Steve Collins in een publicatie uit 1991.
De soort komt voor in de bossen van Madagaskar.